# バースデーカード
『バースデーカード』は、2016年10月22日公開の日本映画。

## 概要
10歳のときに亡くなった母から毎年届くバースデーカードを通して、少女が大人になっていくまでを描くヒューマンドラマ。2016年5月5日より公式サイトなど、ウェブ上にて特報映像を公開。

## ストーリー
少女から女性に変化していく紀子が、友人関係、恋愛、結婚などに悩みながら、バースデーカードに秘められたヒントや想いを糧に成長していく。

## キャスト
- 鈴木紀子 - 橋本愛[4]
  - 鈴木紀子（4歳） - 新津ちせ
  - 鈴木紀子（9〜12歳） - 篠川桃音
  - 鈴木紀子（中学生） - 中村ひなの
- 鈴木芳恵（紀子の母） - 宮﨑あおい[4]
- 鈴木宗一郎（紀子の父） - ユースケ・サンタマリア[4]
- 鈴木正男（紀子の弟） - 須賀健太[4]
  - 鈴木正男（幼少期） - 星流
  - 鈴木正男（少年期） - 小野寺永遠
- 立石純 - 中村蒼[5]
- 沙織（芳恵の親友） - 木村多江
- 真帆（沙織の娘） - 湯川ひな[6]
- 谷原章介（本人役、クイズ番組『パネルクイズ アタック25』の司会者として）[7]
- 安藤玉恵
- 黒田大輔
- 清水伸
- 田中圭（本人役、クイズ番組『パネルクイズ アタック25』の出題者として）
- 洞口依子
- 日向丈[8]
- 松浦祐也
- 小林博[9]
- 加藤明子（本人役、クイズ番組『パネルクイズ アタック25』の出題者として）
- 上田剛彦
- 浦川泰幸
- 富山えり子
- 大津尋葵[10]
- 齋賀正和

## スタッフ
- 監督・脚本：吉田康弘
- 主題歌：木村カエラ「向日葵」（ビクターエンタテインメント）[11]
- 撮影：木村信也
- 音楽：きだしゅんすけ
- 劇中菓子制作：なかしましほ
- 配給：東映
- 製作幹事：東映、朝日放送
- 制作プロダクション：トラヴィス
- 製作：「バースデーカード」製作委員会（東映、朝日放送、木下グループ、KADOKAWA、読売新聞社、トラヴィス、ひかりTV、GYAO、メ〜テレ、北海道テレビ放送、九州朝日放送、天空）

## ロケ地
諏訪市尾玉町、諏訪市立高島小学校、諏訪市立諏訪南中学校、長野県岡谷南高等学校野球部グラウンド、諏訪東京理科大学、霧ヶ峰高原、富士見高原病院、茅野市図書館、茅野市民館、茅野市運動公園野球場、砥川橋、親ゆづりの味一番、くらすわ、マリエール諏訪、清水自転車店、茅野新星劇場、香川県小豆島、大阪府ほか

## 関連作品
書籍
- 小説『バースデーカード』（著：吉田康弘、2016年9月25日、角川文庫）
- 児童書『バースデーカード』（著：吉田康弘、2016年10月5日、角川つばさ文庫）
- 漫画『バースデーカード』（原作：吉田康弘、作画：安孫子三和、2016年10月5日、花とゆめコミックス）
- 絵本『のんちゃんと金魚』（作・絵：山西ゲンイチ、吉田康弘、2016年11月1日、学研プラス）

映像作品
- DVD版 - 2017年3月24日発売。

## 受賞歴
| 賞/映画祭                                | カテゴリ       | 対象       | 結果       |
| ---------------------------------------- | -------------- | ---------- | ---------- |
| 第41回報知映画賞                         | 作品賞         |            | ノミネート |
| 第41回報知映画賞                         | 助演女優賞     | 宮﨑あおい | ノミネート |
| 第29回日刊スポーツ映画大賞・石原裕次郎賞 | 助演女優賞     | 宮﨑あおい | 受賞       |
| 第40回日本アカデミー賞                   | 優秀助演女優賞 | 宮﨑あおい | 受賞       |
| 第59回ブルーリボン賞                     | 助演女優賞     | 宮﨑あおい | ノミネート |